# 三星Galaxy A9 (2018)
三星Galaxy A9（2018），在中國大陸也稱Galaxy A9s，是三星电子制造的智慧型手機，在2018年10月11日於马来西亚發佈。Galaxy A9（2018）使用了四個後置鏡頭使用直排設計，分別用於廣角、遠攝、主成像及景深記錄。Galaxy A9採用 Super AMOLED display，解像度為2220 x 1080，18.5:9比例，支援Alway On display。Galaxy A9 採用高通驍龍  660晶片，6GB RAM (在某些地區（如香港）提供8GB RAM選擇)，和128GB內部儲存空間，亦支援最高512GB的Micro SD擴充。在电池3800mAh，支援USB Type C快速充電。A9保留了3.5mm耳機孔， 值得一提的是，A9是全球首部配有四個後置鏡頭的手機。